# Dioon merolae
Dioon merolae De Luca, Sabato & Vázq.Torres, 1981 è una pianta appartenente alla famiglia delle Zamiaceae, endemica del Messico.
L'epiteto specifico è un omaggio al botanico napoletano Aldo Merola (1924-1980).

## Descrizione
È una specie con portamento arborescente, con fusti alti sino a 3 m, eretti o reclinanti.

Le foglie  sono lunghe 80–100 cm e sono composte da 200-240 foglioline lineari-lanceolate, con margine dentato, di consistenza coriacea, di colore verde brillante, lunghe 7–9 cm, inserite sul rachide con un angolo di circa 50°. Le foglioline basali si riducono a spine.

È una specie dioica, con coni maschili fusiformi, di colore grigio-bruno, lunghi 30–40 cm e con diametro di 8–10 cm, e coni femminili ovoidali, lunghi 40–45 cm, con diametro di 20–25 cm.

I semi sono ovoidali, lunghi 30–40 mm, rivestiti di un tegumento di colore bianco-crema.

## Distribuzione e habitat
L'areale di questa specie è ristretto agli stati del Chiapas e Oaxaca, nel Messico meridionale.

L'habitat tipico è rappresentato da foreste tropicali a prevalenza di Pinus e Quercus, su rocce sedimentarie calcaree e carsiche, lungo i corsi d'acqua.

## Conservazione
La IUCN Red List classifica D. merolae come specie vulnerabile.

La specie è inserita nella Appendice II della Convention on International Trade of Endangered Species (CITES).